# Pirkko Länsivuori
Pirkko Marjatta Länsivuori, także Anttila (ur. 1 czerwca 1926 w Helsinkach, zm. 15 stycznia 2012 w Hyvinkää) – fińska lekkoatletka, sprinterka.
Podczas igrzysk olimpijskich w 1952 w Helsinkach odpadła w eliminacjach na 200 metrów.
Reprezentantka kraju w meczach międzypaństwowych.

## Rekordy życiowe
- Bieg na 100 metrów – 12,8 (1948)
- Bieg na 200 metrów – 26,6 (1951) były rekord Finlandii[1]